# Dallspira dalli
Dallspira dalli is een slakkensoort uit de familie van de Pseudomelatomidae. De wetenschappelijke naam van de soort is voor het eerst geldig gepubliceerd in 1950 door Bartsch.